# Labbharu
Labbharu är en ö nära Skäriråsen i Nagu,  Finland. Den ligger i Norra Östersjön eller Skärgårdshavet i Pargas stad i den ekonomiska regionen  Åboland i landskapet Egentliga Finland, i den sydvästra delen av landet. Ön ligger omkring 8 kilometer sydost om Skäriråsen, 46 kilometer söder om Nagu kyrka, 77 kilometer söder om Åbo och omkring 170 kilometer väster om Helsingfors. Närmaste allmänna förbindelse är förbindelsebryggan vid Borstö som trafikeras av M/S Nordep. Labbharu ligger 6 meter över havet.
Öns area är 1,2 hektar och dess största längd är 210 meter i sydöst-nordvästlig riktning.  Det finns inga samhällen i närheten.